# Trioceros balebicornutus
Espèce
Synonymes
- Chamaeleo balebicornutus Tilbury, 1998

Statut de conservation UICN

 NT  : Quasi menacé
Statut CITES
Trioceros balebicornutus est une espèce de sauriens de la famille des Chamaeleonidae.

## Répartition
Cette espèce est endémique des monts Balé en Éthiopie.

## Publication originale
- Tilbury, 1998 : Two new chameleons (Sauria:Chamaeleonidae) from isolated Afromontane forests in Sudan and Ethiopia. Bonner Zoologische Beiträge, vol. 47, no 3/4, p. 293-299 (texte intégral).